# Dumitru Gheorghiu
Dumitru Gheorghiu (ur. 14 grudnia 1904, zm. ?) – rumuński bobsleista.
W 1934 na mistrzostwach świata wywalczył wraz z kolegami srebrny medal w konkurencji czwórek mężczyzn.
Dumitru Gheorghiu wystąpił na Zimowych Igrzyskach Olimpijskich 1936 w Garmisch-Partenkirchen. Wraz z Alexandru Budișteanu zajął 16. miejsce ślizgu dwójek męskich. Był to drugi zespół rumuński. Miał startować także w pierwszej drużynie rumuńskiej w czwórkach, ale z niewiadomych przyczyn zespół nie został sklasyfikowany.